# MTV Europe Music Awards 2002

## Номинации

### Лучшая песня
- «Hot in Herre», Нелли
- «Hero», Энрике Иглесиас
- «How You Remind Me», Nickelback
- «Get the Party Started», Пинк
- «Whenever, Wherever», Шакира

### Лучшая исполнительница
- Kylie Minogue
- Shakira
- Britney Spears
- Pink
- Jennifer Lopez

### Лучший исполнитель
- Eminem
- Enrique Iglesias
- Lenny Kravitz
- Nelly
- Robbie Williams

### Лучшая группа
- Coldplay
- Linkin Park
- No Doubt
- Red Hot Chili Peppers
- U2

### Лучший поп исполнитель
- Kylie Minogue
- Anastacia
- Enrique Iglesias
- Pink
- Shakira

### Лучший альбом
- Fever, Кайли Миноуг
- The Eminem Show, Эминем
- A Rush of Blood to the Head, Coldplay
- Rock Steady, No Doubt
- Missundaztood, Пинк

### Лучший танцевальный исполнитель
- Kylie Minogue
- DB Boulevard
- Moby
- Royksopp
- Sophie Ellis Bextor

### Лучший R&B исполнитель
- Ашанти
- Бейонсе
- Мэри Джей Блайдж
- Алиша Киз
- Дженнифер Лопес

### Лучший рок исполнитель
- Bon Jovi
- Coldplay
- Nickelback
- Red Hot Chili Peppers
- U2

### Лучший хард-рок исполнитель
- Korn
- Linkin Park
- P.O.D.
- Puddle of Mudd
- System of A Down

### Лучший хип-хоп исполнитель
- Eminem
- Nelly
- Busta Rhymes
- Ja Rule
- P.Diddy

### Лучший новый исполнитель
- Avril Lavigne
- The Calling
- Royksopp
- Shakira
- The Strokes

### Лучшее видео
- «Without Me», Эминем
- «Where’s Your Head At», Basement Jaxx
- «Miss Lucifer», Primal Scream
- «Remind Me», Röyksopp
- «Fell in Love with a Girl», The White Stripes

### Веб-награда
- Black Rebel Motorcycle Club
- David Bowie
- Linkin Park
- Moby
- U2

### Лучший концертный исполнитель
- Depeche Mode
- Korn
- Lenny Kravitz
- Red Hot Chili Peppers
- U2

### Лучший британский-ирландский исполнитель
- Atomic Kitten
- Coldplay
- Ms Dynamite
- Sugababes
- Underworld

### Лучший итальянский исполнитель
- Франческо Ренга
- Тициано Ферро
- Arcolo 31
- Planet Funk
- Subsonica